# Shiver (Natalie Imbruglia)
Shiver è un singolo della cantante australiana Natalie Imbruglia, pubblicato il 21 marzo 2005 come primo estratto dal terzo album in studio Counting Down the Days.
Il singolo ha ricevuto moltissime messe in onda radiofoniche e televisive anche a distanza di anni, divenendo un successo mondiale e vendendo 500.000 copie. In Italia ha raggiunto la peak position delle trasmissioni in radio.

## Video musicale
Il videoclip, ispirato al film The Bourne Supremacy, è andato in onda a partire da febbraio 2005. È stato diretto da Jake Nava, che ha anche diretto il video musicale di Britney Spears My Prerogative e di Holly Valance State of Mind. È stato girato a Kiev, in Ucraina, durante l'inverno. Il video ha un'atmosfera da film di spionaggio, con una trama fatta di inseguimenti in auto e identità multiple.

## Tracce
Singolo internazionale
1. Shiver – 3:40
2. My Own Movie – 4:05

## Formazione

### Shiver
- Natalie Imbruglia – voce
- Stephen Lipson, Eg White – tastiere
- Stephen Lipson, Eg White, Peredur ap Gwynedd, Rick Wilson – chitarre
- Stephen Lipson – mandolino, programmazione
- Rej Rheinallt ap Gwynedd – basso

### My Own Movie
- Natalie Imbruglia – voce
- Kenny Dickenson – tastiere
- Ash Howes, Martin Harrington – tastiere, programmazione
- Peredur ap Gwynedd, Seton Daunt – chitarre
- Rej Rheinallt ap Gwynedd – basso
- Chuck Sabo – batteria

## Classifiche
| Classifica (2005) | Posizione massima |
| ----------------- | ----------------- |
| Australia         | 19                |
| Austria           | 41                |
| Belgio (Fiandre)  | 30                |
| Belgio (Vallonia) | 28                |
| Francia           | 34                |
| Germania          | 52                |
| Grecia            | 32                |
| Irlanda           | 19                |
| Italia            | 6                 |
| Paesi Bassi       | 64                |
| Polonia           | 38                |
| Regno Unito       | 8                 |
| Repubblica Ceca   | 17                |
| Romania           | 70                |
| Russia            | 63                |
| Svizzera          | 36                |
| Ucraina           | 28                |